# Paz Lenchantin
Paz Lenchantin, född den 12 december 1973 i Mar del Plata, Argentina, är en argentinsk-amerikansk artist. Hon är av franskt och armeniskt ursprung och flyttade till Los Angeles, Kalifornien när hon var fyra år; hennes far är pianisten Mario Medirossian. Lenchantin började spela piano vid fem års ålder, lärde sig violin vid åtta års ålder och gitarr vid tolv års ålder. Hon samarbetar mycket med sin syster Ana Lenchantin och hon samarbetade tidigare även med sin bror Luciano Lenchantin, innan han avled den 13 september 2003.
Lenchantin gick med i bandet A Perfect Circle innan hon istället gick med i Zwan. Tillsammans med Melissa Auf der Maur, Samantha Maloney och Radio Sloan uppträdde Lenchantin under namnet The Chelsea under en konsert 2002. Sedan 2004 har hon arbetat tillsammans med The Entrance Band. I december 2013 meddelades att Lenchantin hade tagit över rollen som basist i Pixies efter att Kim Shattuck hade blivit avskedad månaden innan.